# Зелена тангара
Зелената тангара (Chlorophanes spiza) е вид дребнна птица от семейство Тангарови (Thraupidae), единствен представител на род Chlorophanes.

## Разпространение
Видът е разпространен в тропическите гори на Америка, от южната част на Мексико до Бразилия.

## Описание
Достигат дължина 13 – 14 сантиметра и маса 14 до 23 грама. Хранят се главно с плодове, в по-малка степен с цветен нектар и насекоми.